# Estación de Marujal
El Apeadero de Marujal es una plataforma del Ramal de Alfarelos, que sirve a la localidad de Marujal, en el distrito de Coímbra, en Portugal.

## Características

### Localización
Esta plataforma tiene acceso por la Calle de la Ruta Nacional, junto a la localidad de Marujal, en el ayuntamiento de Montemor-o-Velho.